# Rungata
Rungata är en ort i Kiribati.   Den ligger i örådet Nikunau och ögruppen Gilbertöarna, i den sydöstra delen av landet, 500 km sydost om huvudstaden Tarawa. Rungata ligger 9 meter över havet och antalet invånare är 933. Den ligger på ön Nikunau Island.
Terrängen runt Rungata är mycket platt.  Rungata är det största samhället i trakten. 